# 見延村
見延村（みのべむら）はかつて岐阜県本巣郡に存在した村である。現在の本巣市見延（旧・糸貫町の一部）である。

## 歴史
- 1872年（明治5年） - 見延村、東見延村、西見延村が合併し、見延村となる。
- 1889年（明治22年）7月1日 - 町村制により、見延村発足。
- 1897年（明治30年）4月1日 - 有里村・石神村・数屋村・上高屋村・随原村・長屋村と合併し、一色村が発足。同日見延村廃止。

## 教育
- 一色学校　（現・本巣市立一色小学校）